# 30 maart
30 maart is de 89ste dag van het jaar (90ste dag in een schrikkeljaar) in de gregoriaanse kalender. Hierna volgen nog 276 dagen tot het einde van het jaar.

## Gebeurtenissen
- Algemeen
  - 1945 - In De Nieuwe Standaard verschijnt de eerste aflevering van de strip Rikki en Wiske (voorloper van Suske en Wiske).
  - 2022 - In een druk restaurant van McDonald's in Zwolle worden twee broers doodgeschoten. De verdachte komt uit Rozendaal.
  - 2024 - In café Petticoat in Ede is in de vroege ochtend een viertal werknemers gegijzeld door een man met twee messen. Ze komen er levend uit en de dader is gearresteerd.
- Economie
  - 1972 - Eerste druk van het bankbiljet van 1000 gulden met Baruch Spinoza.
- Kunst en cultuur
  - 1924 - Het Concertgebouworkest is voor het eerst te beluisteren op de radio, op de Hilversumse zender van de Nederlandsche Seintoestellen Fabriek.
  - 1967 - in de Chelsea Mansion Studios in Londen wordt de foto van de voorkant van de hoes van het wereldberoemde album Sgt. Pepper's Lonely Hearts Club Band van The Beatles gemaakt.
  - 1968 - In Amsterdam wordt het 'kosmisch ontspanningscentrum' Paradiso geopend.
  - 1987 - Vincent Van Goghs schilderij Zonnebloemen wordt verkocht voor 39,85 miljoen dollar.
  - 2006 - Xander De Rycke wint Homo Cabarectus, een talentenjacht onder komieken, in café The Joker in Antwerpen.[1]
- Media
  - 1991 - Het Vrije Volk verschijnt voor het laatst als zelfstandig dagblad.
  - 2012 - De gratis krant De Pers verschijnt voor de laatste keer.
- Oorlog
  - 1856 - Verdrag van Parijs: einde van de Krimoorlog.
  - 1867 - Om tien uur 's ochtends wordt de aankoop van Alaska (Alaska purchase) gesloten. Later dat jaar op 18 oktober wordt het gebied door het Keizerrijk Rusland overgedragen aan de Verenigde Staten. Het zou echter tot 1903 duren voordat de grens met Canada definitief wordt vastgelegd.
  - 1945 - Tweede Wereldoorlog: Russische troepen vallen Oostenrijk binnen en bezetten Wenen. Canadese troepen die enkele dagen eerder bij Rees de Rijn zijn overgestoken, passeren bij de Achterhoek de Duits-Nederlandse grens waarmee de bevrijding van Oost-en Noord-Nederland begint.
  - 1965 - Vietnamoorlog: een autobom ontploft voor de Amerikaanse ambassade in Saigon, 22 mensen komen om, 183 raken gewond.
  - 1975 - Tijdens de Vietnamoorlog veroveren Noord-Vietnamese troepen de zuidelijke stad Đà Nẵng.

- Politiek
  - 1492 - Ferdinand en Isabella tekenen een decreet dat alle joden uit Spanje verbant, tenzij ze zich bekeren tot het katholicisme.
  - 1607 - Het graafschap Nassau-Siegen wordt verdeeld door de vijf broers die het gezamenlijk bezitten: Dillenburg komt aan Willem Lodewijk, Siegen aan Johan VII, Beilstein aan George, Diez aan Ernst Casimir en Hadamar aan Johan Lodewijk.
  - 1863 - Prins Wilhelm Georg van Sleeswijk-Holstein-Sonderburg-Glücksburg wordt koning George I van Griekenland.
  - 1912 - Frankrijk vormt een protectoraat over Marokko.
  - 1975 - In Israël en de Palestijnse bezette gebieden vindt een algemene staking plaats en worden marsen georganiseerd om te protesteren tegen plannen van de Israëlische regering om grond te confiskeren voor de staat. Het is de eerste maal sinds 1948 dat de Palestijns-Arabische bevolking in het land opkomt tegen toe-eigening van hun grond door de staat.
  - 1981 - Amerikaans president Ronald Reagan wordt in de borst geschoten door John Hinckley Jr., een vriend van de familie van de vicepresident. Twee politieofficieren en James Brady raken ook gewond.
  - 1994 - Mino Martinazzoli treedt af als leider van de Italiaanse Volkspartij, de opvolger van de christendemocraten.
  - 1997 - Een dag nadat meer dan vijftigduizend betogers in Straatsburg demonstreerden tegen het Front National wordt Jean-Marie Le Pen herkozen als leider van deze ultrarechtse partij in Frankrijk.
  - 2001 - Prins Willem Alexander en Máxima Zorreguieta maken hun verloving bekend op de Nederlandse televisie.
  - 2004 - Bijzetting van Koningin Juliana in de Nieuwe Kerk in Delft.
  - 2012 - Rebellen van de MNLA bezetten de steden Kidal en Ansongo in Mali.
  - 2014 - De Noord-Atlantische Raad benoemt Jens Stoltenberg tot nieuwe secretaris-generaal van de NAVO en opvolger van Anders Rasmussen.
  - 2017 - Het Venezolaanse hooggerechtshof ontbindt het parlement. De rechters van het door de regering gecontroleerde hof nemen de legislatieve taken over.
  - 2017 - De Zuid-Afrikaanse president Jacob Zuma ontslaat 9 van zijn 35 ministers, onder wie de gerespecteerde minister van Financiën, Pravin Gordhan.

- Recreatie

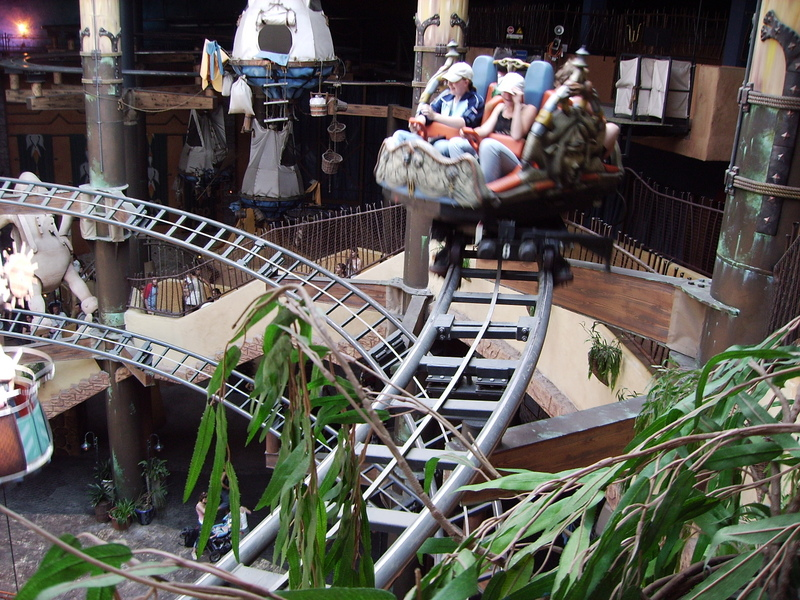
Winja's Fear & Winja's Force

  - 1913 - In 's-Heerenberg wordt door Johan Burgers Burgers zoo geopend. Later verhuisde deze dierentuin naar Arnhem.
  - 2002 - In Phantasialand worden de achtbanen Winja's Fear & Winja's Force geopend.
- Religie
  - 1533 - Thomas Cranmer wordt aartsbisschop van Canterbury.
- Sport
  - 1900 - Oprichting van de Uruguayaanse voetbalbond ("Asociación Uruguaya de Fútbol")
  - 1955 - Het Argentijns voetbalelftal wint voor de tiende keer de Copa América door in de slotwedstrijd met 1-0 te winnen van Chili.
  - 1997 – Het Georgisch voetbalelftal behaalt de grootste overwinning uit zijn geschiedenis. In een vriendschappelijk duel in Tbilisi wint de ploeg met 7-0 van Armenië, onder meer door drie treffers van aanvaller Sjota Arveladze.
  - 1998 – De hockeysters van Hockeyclub 's-Hertogenbosch winnen de landstitel in de Nederlandse hoofdklasse door Amsterdam met 1-0 te verslaan in het tweede duel uit de finale van de play-offs.
  - 1998 – Marcelo Ríos lost Pete Sampras na 102 weken af als nummer één op de wereldranglijst der tennisprofessionals; de Chileen moet die positie na vier weken weer afstaan aan diezelfde Amerikaan.
- Wetenschap en technologie
  - 1791 - Eerste definitie van de meter (in Parijs) als 1/10.000.000e deel van de afstand tussen de noordpool en de evenaar.
  - 1842 - Een verdoving met ether wordt voor de eerste keer gebruikt in een operatie door Amerikaans arts Crawford Long.
  - 1858 - Hymen L. Lipman patenteert het potlood met gummetje aan het eind.
  - 1953 - Albert Einstein publiceert voor de laatste keer een herziene unificatietheorie.
  - 2010 - In de Large Hadron Collider van CERN botsen voor het eerst twee stralen protonen met elkaar.
  - 2022 - Landing van het Sojoez MS-19 ruimtevaartuig met de kosmonauten Pjotr Doebrov and Anton Sjkaplerov en astronaut Mark Vande Hei waarmee Expeditie 66 voltooid is. Vande Hei heeft 355 dagen in het ISS doorgebracht en breekt hiermee het record van astronaut Scott Kelly.[2]
  - 2023 - Lancering van 4 PIESAT-1 synthetic-aperture radar aardobservatiesatellieten met een Lange Mars 2D raket vanaf lanceerbasis Taiyuan Satellite Launch Center LC-9 in China.[3]
  - 2024 - Lancering van een Falcon 9 raket van SpaceX vanaf Kennedy Space Center Lanceercomplex 39 voor de Eutelsat 36D missie met de gelijknamige communicatiesatelliet van Eutelsat.[4]

## Geboren

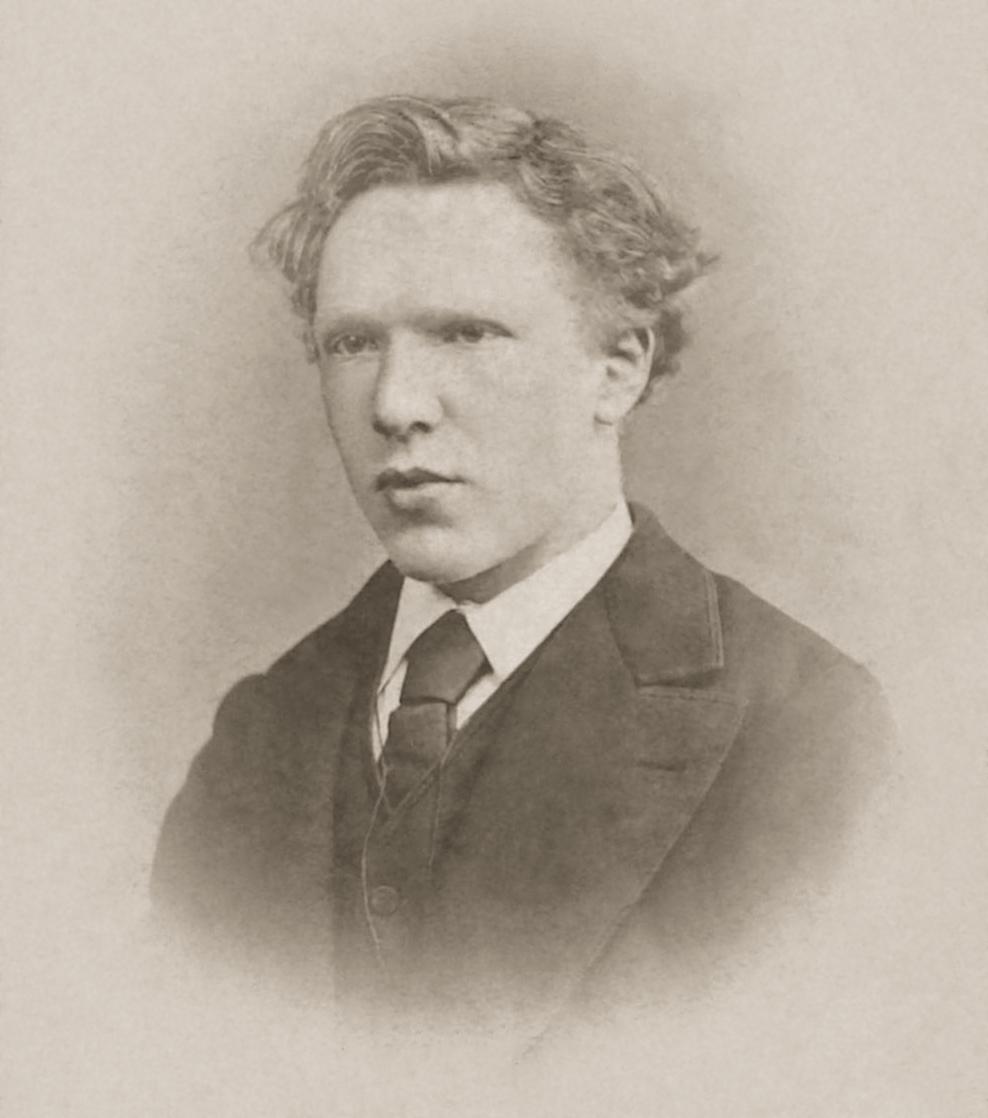
Vincent van Gogh,
geboren in 1853

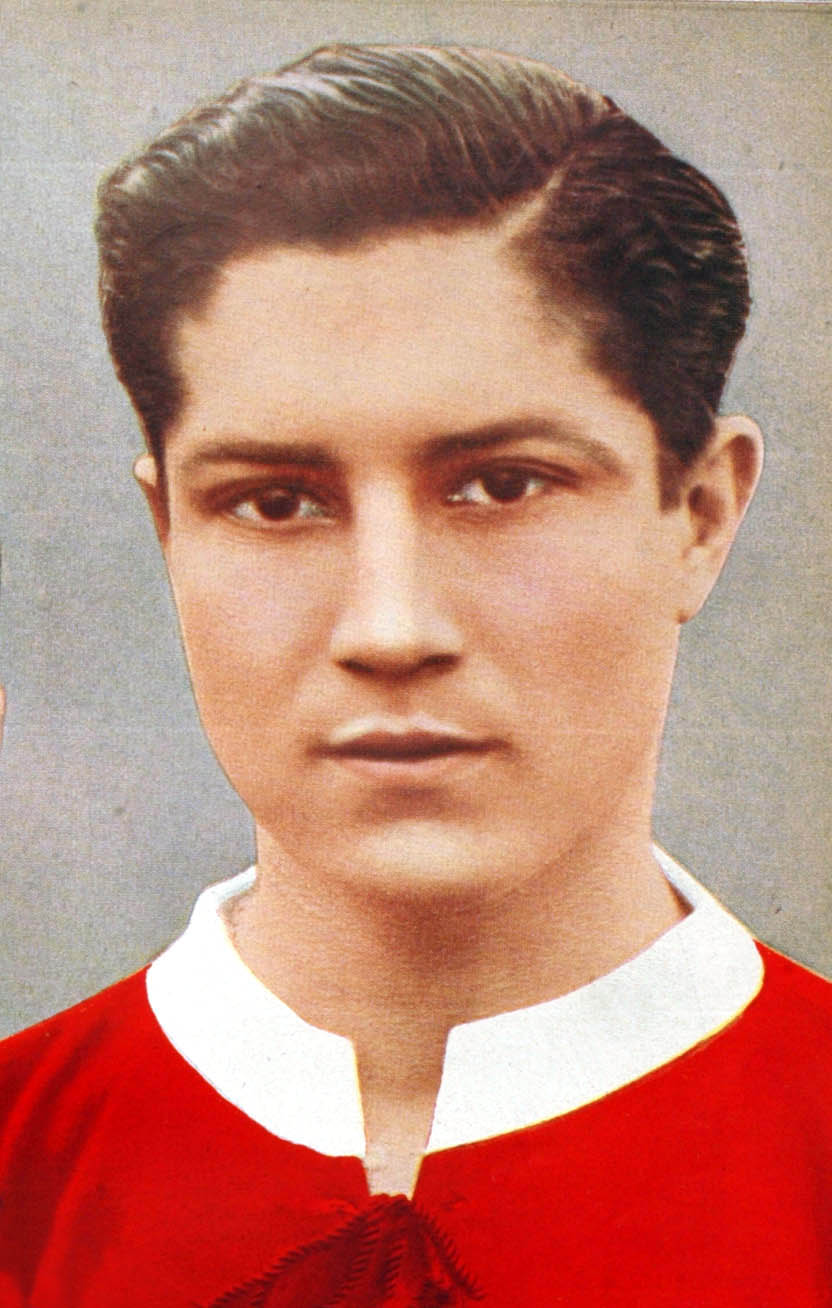
Arsenio Erico,
geboren in 1915

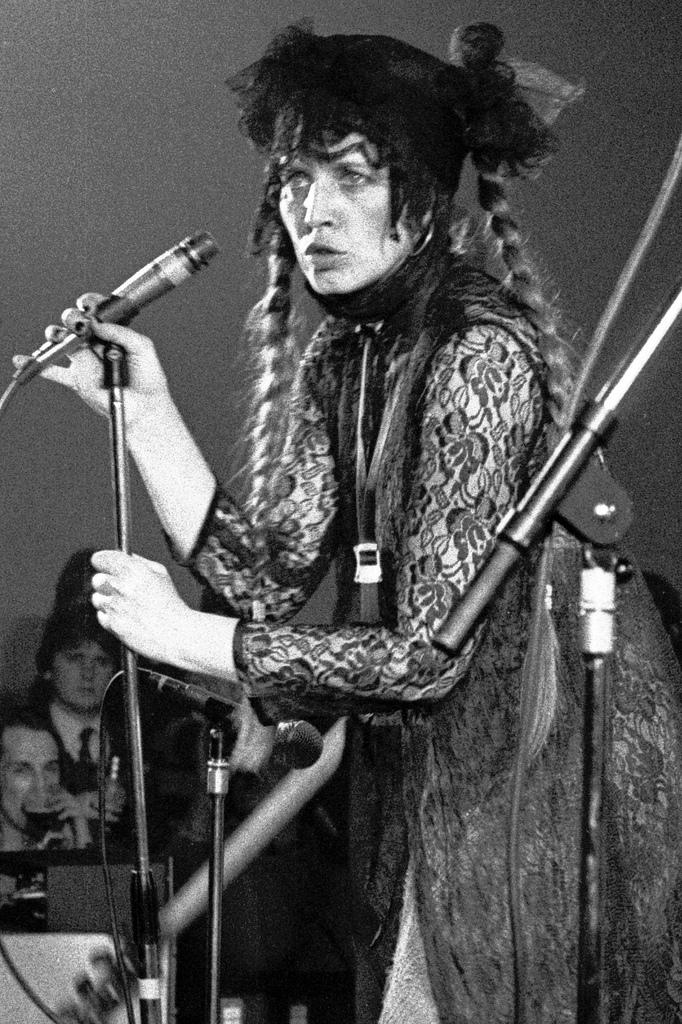
Lene Lovich,
geboren in 1949

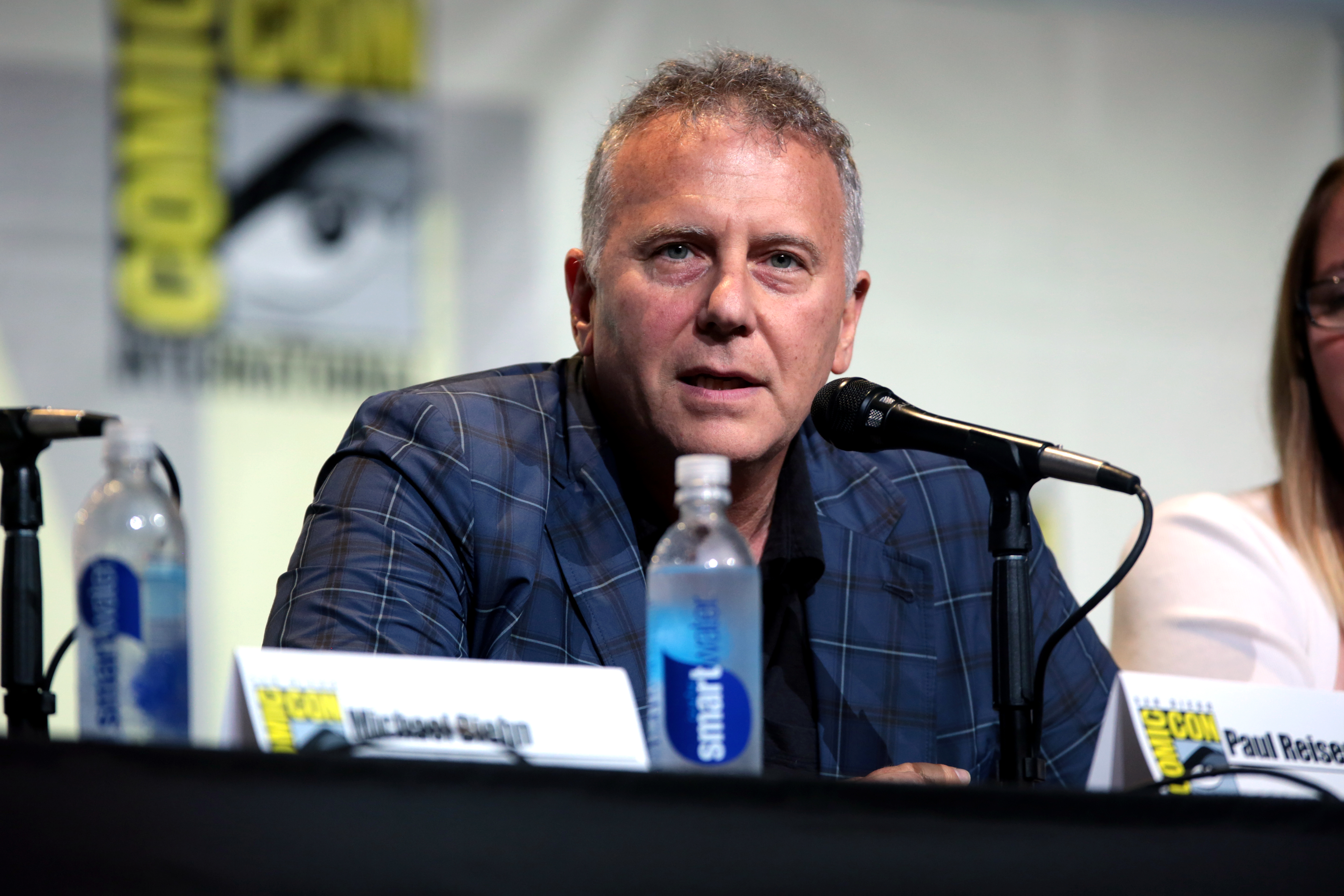
Paul Reiser,
geboren in 1956

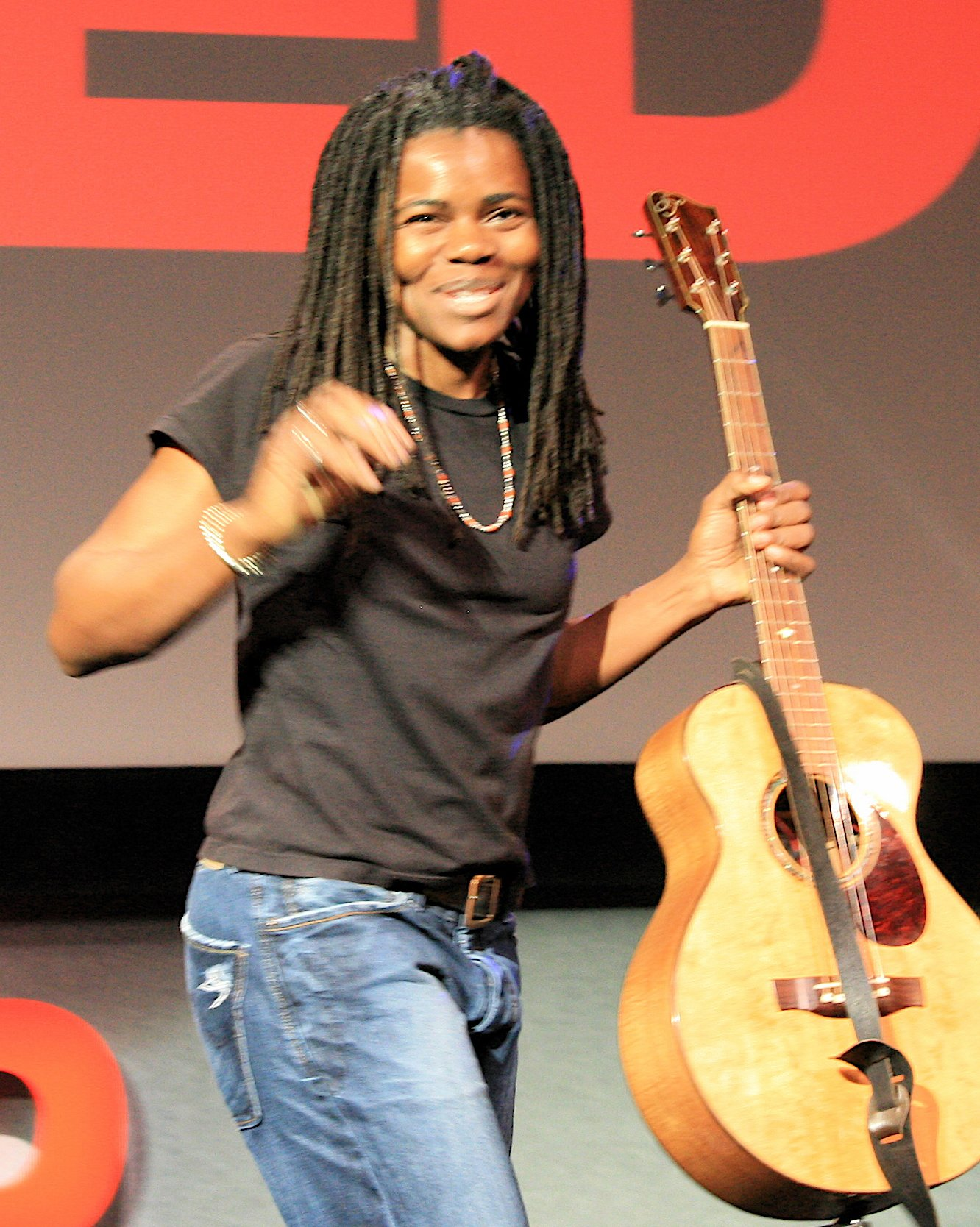
Tracy Chapman,
geboren in 1964

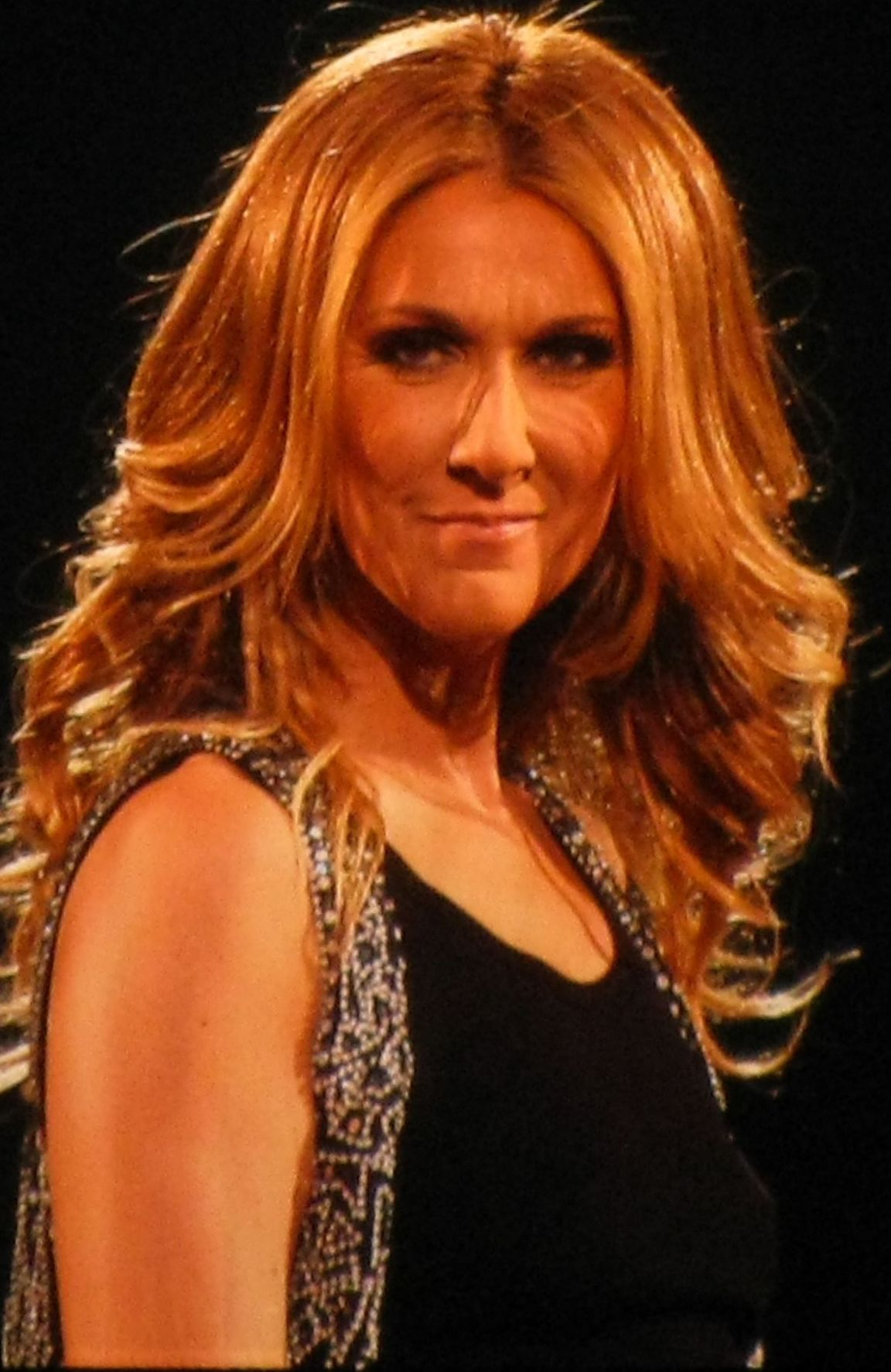
Céline Dion,
geboren in 1968

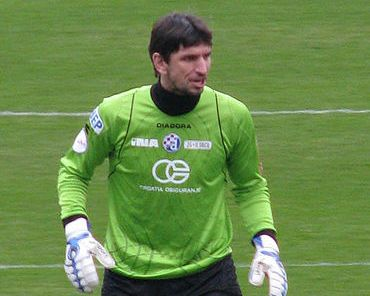
Tomislav Butina,
geboren in 1974

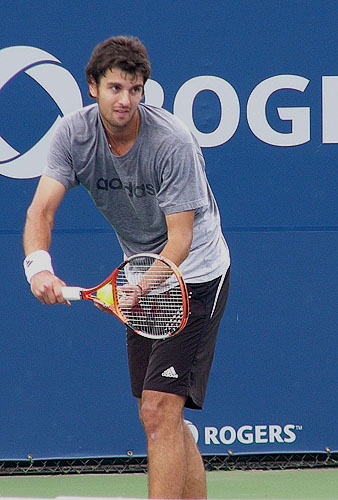
Mario Ančić,
geboren in 1984

- 1135 - Maimonides, rabbijn, geleerde, filosoof en arts (overleden 1204)
- 1432 - Mehmet II, Osmaans sultan (overleden 1481)
- 1475 - Elisabeth van Culemborg, Nederlands edele (overleden 1555)
- 1637 - Samuel Pitiscus, Nederlands geschiedschrijver (overleden 1727)
- 1674 - Jethro Tull, Engels landbouwwetenschapper (overleden 1741)
- 1697 - Jan-Baptist Xavery, Belgisch beeldhouwer (overleden 1742)
- 1727 - Tommaso Traetta, Italiaans componist (overleden 1779)
- 1746 - Francisco Goya, Spaans schilder (overleden 1828)
- 1772 - Johann Wilhelm Wilms, Nederlands componist (overleden 1847)
- 1774 - Claudine Thévenet, Frans geestelijke (overleden 1837)
- 1775 - Hieronymus von Colloredo-Mannsfeld (overleden 1822)
- 1777 - Adriaan van Bijnkershoek van Hoogstraten, Nederlands letterkundige, numismaticus en commissaris van Amsterdam (overleden 1827)
- 1793 - Juan Manuel de Rosas, Argentijns politicus en militair leider (overleden 1877)
- 1796 - Antoine Ernst, Belgisch politicus (overleden 1841)
- 1804 - Louis Troye, Belgisch politicus (overleden 1875)
- 1820 - Anna Sewell, Brits schrijfster (overleden 1878)
- 1824 - Victor Van den Bussche, Belgisch politicus (overleden 1887)
- 1829 - Abraham Pruijs van der Hoeven, gouverneur van Atjeh (overleden 1907)
- 1844 - Paul Verlaine, Frans dichter (overleden 1896)
- 1848 - Carlos María de los Dolores de Borbón (overleden 1909)
- 1852 - Therese van Oldenburg, Russisch hertogin (overleden 1883)
- 1853 - Vincent van Gogh, Nederlands schilder (overleden 1890)
- 1857 - Roeland Anthonie Kollewijn, Nederlands taalkundige (overleden 1942)
- 1857 - Léon Charles Thévenin, Frans ingenieur (overleden 1926)
- 1862 - Umberto Benigni, Italiaans geestelijke (overleden 1934)
- 1864 - Jacob Gustaaf Semey, Belgisch architect (overleden 1935)
- 1865 - Heinrich Rubens, Duits natuurkundige (overleden 1922)
- 1868 - Koloman Moser, Oostenrijks kunstenaar (overleden 1918)
- 1871 - Liede Tilanus, Nederlands politica, socialiste en feministe (overleden 1953)
- 1872 - Alfred Nerincx, Belgisch politicus (overleden 1943)
- 1872 - Misia Sert, Pools-Frans pianiste (overleden 1950)
- 1872 - Sergej Vasilenko, Russisch componist, muziekpedagoog en dirigent (overleden 1956)
- 1874 - Honoré Jozef Coppieters, Belgisch bisschop van Gent (overleden 1947)
- 1874 - Nicolae Rădescu, Roemeens politicus (overleden 1953)
- 1876 - Johannes Antonie Visscher, Nederlands schrijver en predikant (overleden 1943)
- 1878 - Franz Wathén, Fins schaatser (overleden 1914)
- 1879 - Coen de Koning, Nederlands schaatser (overleden 1954)
- 1880 - Sean O'Casey, Iers toneelschrijver (overleden 1964)
- 1882 - Melanie Klein, Brits-Oostenrijks psychologe (overleden 1960)
- 1887 - Albert Termote, Belgisch-Nederlands beeldhouwer (overleden 1978)
- 1889 - Herman Vos, Belgisch politicus (overleden 1952)
- 1892 - Stefan Banach, Pools-Oekraïens wiskundige (overleden 1945)
- 1892 - Lola Cornero, Duits actrice en zangeres (overleden 1980)
- 1892 - Erhard Milch, Duits generaal-veldmaarschalk met een joodse vader (overleden 1972)
- 1892 - Johannes Pääsuke, Estisch fotograaf en filmmaker (overleden 1918)
- 1892 - Erwin Panofsky, Duits kunsthistoricus (overleden 1968)
- 1894 - Thomas Green, Brits snelwandelaar en olympisch kampioen (overleden 1975)
- 1894 - Sergej Iljoesjin, Russisch vliegtuigontwerper (overleden 1977)
- 1895 - Rudolf Bonnet, Nederlands kunstenaar (overleden 1978)
- 1895 - Jean Giono, Frans schrijver en dichter (overleden 1970)
- 1896 - Louis Einthoven, Nederlands jurist (overleden 1979)
- 1896 - Reijer Stolk, Nederlands graficus, schilder, beeldhouwer en uitvinder (overleden 1945)
- 1900 - Santos Urdinarán, Uruguayaans voetballer (overleden 1979)
- 1902 - Brooke Astor, Amerikaans filantroop en society-koningin (overleden 2007)
- 1904 - Edgar P. Jacobs, Belgisch striptekenaar (overleden 1987)
- 1904 - Pieter Oosterhoff, Nederlands astronoom (overleden 1978)
- 1905 - Willy Walden, Nederlands revue-artiest (overleden 2003)
- 1906 - Raymond Bru, Belgisch schermer (overleden 1989)
- 1906 - Sjef van Dongen, Nederlands Noordpoolvorser en politicus (overleden 1973)
- 1907 - Rudolf Krause, Oost-Duits autocoureur (overleden 1987)
- 1908 - Camille Schmit, Belgisch componist, muziekpedagoog en organist (overleden 1976)
- 1909 - Ernst Gombrich, Oostenrijks kunsthistoricus (overleden 2001)
- 1910 - Peter Hirt, Zwitsers autocoureur (overleden 1992)
- 1913 - Cees Cuijten, Nederlands voetballer (overleden 1957)
- 1913 - Frankie Laine, Amerikaans zanger (overleden 2007)
- 1913 - Rudolf Noack, Duits voetballer (overleden 1947)
- 1914 - Richard Kubus, Duits voetballer (overleden 1987)
- 1915 - Arsenio Erico, Paraguyaans voetballer (overleden 1977)
- 1915 - Hermanus van der Meijden, Nederlands kunstschilder (overleden 1990)
- 1916 - Gerard Baerends, Nederlands etholoog (overleden 1999)
- 1917 - Els Aarne, Estisch componiste en pianiste (overleden 1995)
- 1917 - Herbert Anderson, Amerikaans acteur (overleden 1994)
- 1922 - Johnny Baldwin, Amerikaans autocoureur (overleden 2000)
- 1922 - Virgilio Noè, Italiaans kardinaal (overleden 2011)
- 1923 - Herbert Asmodi, Duits toneelschrijver (overleden 2007)
- 1923 - Robert Everaert, Belgisch atleet (overleden 1951)
- 1924 - Alan Davidson, Brits schrijver (overleden 2003)
- 1924 - Jacques De Moor, Belgisch atleet
- 1924 - Raymond Macherot, Belgisch striptekenaar (overleden 2008)
- 1925 - Folkert Elsinga, Nederlands verzetsstrijder (overleden 1945)
- 1925 - Cor van der Klugt, Nederlands Philips-topman (overleden 2012)
- 1926 - Ingvar Kamprad, Zweeds ondernemer en oprichter van Ikea (overleden 2018)
- 1927 - Leen Jongewaard, Nederlands acteur (overleden 1996)
- 1928 - Robert Badinter, Frans advocaat, professor, essayist en politicus (overleden 2024)
- 1928 - Victor Depré, Belgisch atleet
- 1928 - Tom Sharpe, Engels auteur van satirische romans (overleden 2013)
- 1929 - Richard Dysart, Amerikaans acteur (overleden 2015)
- 1929 - Gregor Frenkel Frank, Nederlands acteur (overleden 2011)
- 1929 - Waldemar Otto, Duits beeldhouwer (overleden 2020)
- 1930 - John Astin, Amerikaans acteur
- 1930 - Rolf Harris, Australisch muzikant, televisiepresentator en schilder (overleden 2023)
- 1930 - John Lanting, Nederlands acteur (overleden 2018)
- 1931 - Ernest Glinne, Belgisch politicus (overleden 2009)
- 1931 - Rudolf Arthur Pfeiffer, Duits medicus (overleden 2012)
- 1932 - Luigi Zaninelli, Amerikaans componist en muziekpedagoog
- 1933 - George Morfogen, Amerikaans acteur en filmproducent (overleden 2019)
- 1933 - Ageeth Scherphuis, Nederlands omroepster (overleden 2012)
- 1934 - Hans Hollein, Oostenrijks architect (overleden 2014)
- 1935 - Erich Meier, Duits voetballer (overleden 2010)
- 1936 - Hans Magne Græsvold, Noors componist
- 1936 - Jacobus Knol, Fries schrijver
- 1937 - Warren Beatty, Amerikaans acteur
- 1939 - Donald Adamson, Brits historicus, biograaf en schrijver (overleden 2024)
- 1939 - Derk van der Horst, Nederlands historicus (overleden 2022)
- 1940 - Joachim Franke, Duits ijshockeyer en ijshockey- en schaatstrainer (overleden 2024)
- 1941 - Graeme Edge, Brits drummer (overleden 2021)
- 1941 - Wasim Sajjad, Pakistaans politicus
- 1942 - Regine Clauwaert, Belgisch presentatrice
- 1942 - Kenneth Welsh, Canadees-Amerikaans acteur (overleden 2022)
- 1944 - Gerrit Komrij, Nederlands dichter (overleden 2012)
- 1944 - Bram Wassenaar, Nederlands atleet
- 1945 - Eric Clapton, Brits gitarist en zanger
- 1945 - Conrad Efraim, worstelaar uit Antigua en Barbuda (overleden 2006)
- 1946 - Dori Ghezzi, Italiaans zangeres
- 1946 - Simon Koene, Nederlands beeldend kunstenaar en etser
- 1946 - Arseni Roginski, Russisch historicus en dissident (overleden 2017)
- 1947 - Marilyn Crispell, Amerikaans jazzpianiste
- 1947 - Albert Fritz, Duits wielrenner (overleden 2019)
- 1948 - Lenie van der Hoorn, Nederlands langeafstandsschaatsster
- 1948 - Eddie Jordan, Brits autocoureur en raceteam-eigenaar
- 1948 - Mervyn King, Brits econoom
- 1949 - José Natividad González Parás, Mexicaans politicus
- 1949 - Lene Lovich, Amerikaans zangeres en saxofoniste
- 1949 - Eric Swinkels, Nederlands kleiduivenschutter
- 1950 - Robbie Coltrane, Schots acteur en komiek (overleden 2022)
- 1950 - Jesús Reyes Heroles González Garza, Mexicaans econoom, zakenman en politicus (overleden 2024)
- 1950 - David Janson, Engels acteur
- 1951 - Johan Diepstraten, Nederlands schrijver (overleden 1999)
- 1951 - Wolfgang Niedecken, Duits muzikant
- 1951 - Anton Tkáč, Slowaaks baanwielrenner (overleden 2022)
- 1952 - Walter Bax, Belgisch biljarter
- 1953 - Igor Poetin, Russisch politicus
- 1955 - Frans Diekstra, Nederlands ondernemer (overleden 1995)
- 1955 - Marilou Diaz-Abaya, Filipijns regisseur (overleden 2012)
- 1955 - Buichi Terasawa, Japans mangaka (overleden 2023)
- 1955 - Randy VanWarmer, Amerikaans musicus (overleden 2004)
- 1956 - Paul Reiser, Amerikaans acteur
- 1957 - Michel De Pauw, Belgisch voetballer (overleden 2008)
- 1957 - Alan Fletcher, Australisch acteur en zanger
- 1957 - Mona Seefried, Oostenrijks actrice
- 1958 - George van Houts, Nederlands acteur
- 1958 - Maria Peters, Nederlands filmregisseur
- 1959 - Sabine Meyer, Duits klarinettiste
- 1959 - Gerard Plessers, Belgisch voetballer
- 1959 - Raphael Tuju, Keniaans politicus
- 1960 - Bill Corbett, Amerikaans acteur en schrijver
- 1960 - Bill Johnson, Amerikaans alpineskiër (overleden 2016)
- 1961 - Apirak Kosayodhin, Thais politicus
- 1961 - Tina May, Brits jazzzangeres (overleden 2022)
- 1961 - Mike Thackwell, Nieuw-Zeelands autocoureur
- 1962 - Johan Gevers, Belgisch regisseur
- 1962 - MC Hammer, Amerikaans rapper
- 1963 - Tsahiagiin Elbegdorzj, Mongools politicus
- 1963 - Oleksij Mychajlytsjenko, Sovjet-Oekraïens voetballer en voetbalcoach
- 1964 - Tracy Chapman, Amerikaans zangeres
- 1964 - Lucia Focque, Belgisch roeister
- 1964 - Ian Ziering, Amerikaans acteur
- 1965 - Jacqueline Börner, Duits langebaanschaatsster
- 1965 - Juliet Landau, Amerikaans actrice
- 1965 - Karel Nováček, Tsjechisch tennisser
- 1965 - Eric ter Keurs, Nederlands politicus
- 1966 - Joey Castillo, Amerikaans drummer
- 1967 - Richard Hutten, Nederlands ontwerper
- 1967 - Steven Vandeput, Belgisch politicus
- 1968 - Patrick Bach, Duits acteur
- 1968 - Céline Dion, Canadees zangeres
- 1969 - Troy Bayliss, Australisch motorcoureur
- 1969 - Nuša Derenda, Sloveens zangeres
- 1970 - Rodrigo Barrera, Chileens voetballer
- 1970 - Stéphane Ortelli, Monegaskisch autocoureur
- 1971 - Hadassah de Boer, Nederlands presentatrice
- 1971 - Mari Holden, Amerikaans wielrenster
- 1971 - Javier Pascual Llorente, Spaans wielrenner
- 1971 - Elliott Thijssen, Nederlands atleet
- 1971 - Veli Yüksel, Belgisch politicus
- 1972 - Mili Avital, Israëlisch actrice
- 1972 - Ruud Borst, Nederlands marathonschaatser
- 1972 - Sander van Heeswijk, Nederlands hockeyer
- 1972 - Harold Lozano, Colombiaans voetballer
- 1972 - Karel Poborský, Tsjechisch voetballer
- 1973 - Jan Koller, Tsjechisch voetballer
- 1973 - Matthew Pritchard, Brits skateboarder
- 1973 - Kareem Streete-Thompson, Kaaimaneilands atleet
- 1974 - Pim Berkhout, Nederlands schaatser
- 1974 - Krzysztof Bociek, Pools voetballer
- 1974 - Tomislav Butina, Kroatisch voetballer
- 1974 - Igor Gluščević, Servisch voetballer
- 1974 - Cẩm Ly, Vietnamees zangeres
- 1975 - Alija Bešić, Bosnisch-Luxemburgs voetbaldoelman
- 1975 - Han Coucke, Belgisch acteur
- 1975 - Franck Jurietti, Frans voetballer
- 1975 - Ivan Milas, Kroatisch voetballer
- 1976 - Bonobo, Brits artiest
- 1976 - Obadele Thompson, Barbadiaans atleet
- 1977 - Marc Gicquel, Frans tennisser
- 1977 - Antonio Langella, Italiaans voetballer
- 1977 - Miko Lee, Amerikaans pornoactrice
- 1977 - Jermaine Sedoc, Nederlands atleet
- 1977 - Aleksandar Stavrev, Macedonisch voetbalscheidsrechter
- 1978 - Bok van Blerk, Zuid-Afrikaans zanger
- 1978 - Sandor van der Heide, Nederlands voetballer
- 1978 - Christoph Spycher, Zwitsers voetballer
- 1979 - Jose Pablo Cantillo, Amerikaans acteur
- 1979 - Stéphane Grichting, Zwitsers voetballer
- 1979 - Thierry Gueorgiou, Frans oriëntatieloper
- 1979 - Norah Jones, Amerikaans jazzzangeres
- 1979 - Anatoli Tymosjtsjoek, Oekraïens voetballer
- 1979 - Simon Webbe, Brits zanger
- 1980 - Gregory Ferreira Lino, Frans voetballer
- 1980 - Kristine Lunde-Borgersen, Noors handbalster
- 1980 - Katrine Lunde, Noors handbalkeepster
- 1980 - Javier Portillo, Spaans voetballer
- 1981 - Ricardo Osorio, Mexicaans voetballer
- 1982 - Christopher Del Bosco, Canadees freestyleskiër
- 1982 - Manuel Fumic, Duits mountainbiker
- 1982 - Suzanne de Jong, Nederlands presentatrice
- 1982 - Oliver Dziubak, Australisch atleet
- 1982 - Philippe Mexès, Frans voetballer
- 1983 - Jérémie Aliadière, Frans voetballer
- 1983 - James Goddard, Brits zwemmer
- 1983 - Margaret Hoelzer, Amerikaans zwemster
- 1983 - Thomas Kahlenberg, Deens voetballer
- 1983 - Chris Millar, Schots voetballer
- 1983 - Milan Nikolić, Servisch voetballer
- 1983 - Britta Johansson Norgren, Zweeds langlaufster
- 1984 - Mario Ančić, Kroatisch tennisser
- 1984 - Anna Nalick, Amerikaans zanger en singer-songwriter
- 1984 - Samantha Stosur, Australisch tennisster
- 1985 - Giacomo Ricci, Italiaans autocoureur
- 1985 - Tom Zoontjes, Nederlands voetballer
- 1986 - Mieke Cabout, Nederlands waterpolospeelster
- 1986 - Ryan Donk, Nederlands voetballer
- 1986 - Bryon Kiefer, Nederlands voetballer
- 1986 - Sergio Ramos, Spaans voetballer
- 1987 - Aziz Bouhaddouz, Marokkaans-Duits voetballer
- 1987 - Ren Hang, Chinees kunstfotograaf (overleden 2017)
- 1987 - Greg Marasciulo, Amerikaans professioneel worstelaar
- 1987 - Shairon Martis, Nederlands honkballer
- 1987 - Juan Pablo Pino, Colombiaans voetballer
- 1988 - Karim Fachtali, Nederlands-Marokkaans voetballer
- 1988 - Andrés Matonte, Uruguayaans voetbalscheidsrechter
- 1988 - Christina Walsh, Amerikaans pornografisch actrice
- 1988 - Larisa Yurkiw, Canadees alpineskiester
- 1989 - Ismo Vorstermans, Nederlands voetballer
- 1990 - Connor Arendell, Amerikaans golfer
- 1990 - Michal Březina, Tsjechisch kunstschaatser
- 1990 - Nathan Goris, Belgisch voetballer
- 1990 - Juremy Reker, Nederlands voetballer
- 1991 - Steven Meechan, Schots voetballer
- 1991 - Pawel Statema, Nederlands paralympisch sporter
- 1991 - Rocco van Straten, Nederlands snowboarder
- 1992 - Stuart Armstrong, Schots voetballer
- 1992 - Michael Potkamp, Nederlands voetballer
- 1992 - Bob Schepers, Nederlands voetballer
- 1992 - Luca Vitali, Italiaans motorcoureur
- 1992 - Salwa van der Gaag, Nederlands presentatrice
- 1993 - Anitta, Braziliaans zangeres
- 1993 - Valerio Conti, Italiaans wielrenner
- 1993 - Tufan Koca, Nederlands-Turks voetballer
- 1993 - Tim Väyrynen, Fins voetballer
- 1994 - Kristijan Malinov, Bulgaars voetballer
- 1994 - Jetro Willems, Nederlands voetballer
- 1995 - Tao Geoghegan Hart, Schots wielrenner
- 1995 - Gaëtan Hendrickx, Belgisch voetballer
- 1995 - Brian Jacobs, Nederlands voetballer
- 1995 - Anna Moorhouse, Engels voetbalster
- 1995 - Rani Nagels, Belgisch atlete
- 1995 - Sem de Wit, Nederlands voetballer
- 1996 - Nayef Aguerd, Marokkaans voetballer
- 1997 - Igor Zubeldia, Spaans voetballer
- 1999 - Lauren Hoffman, Amerikaans-Filipijns atlete
- 1999 - Sterre, Nederlands-Moluks zangeres
- 1999 - Baggio Wallenburg, Nederlands voetballer
- 2000 - Gustavo Assunção, Braziliaans-Portugees voetballer
- 2000 - Pedro Ruiz, Spaans voetballer
- 2002 - Lynn Kuipers, Nederlands handbalster
- 2002 - Tur-G, Nederlands rapper
- 2004 - Rozemarijn Alderden, Nederlands handbalster
- 2004 - Manar Maged, Egyptisch meisje met twee hoofden (overleden 2006)
- 2004 - Richie Omorowa, Zweeds-Ivoriaans voetballer
- 2005 - Deau den Turk, Nederlands voetbalster

## Overleden

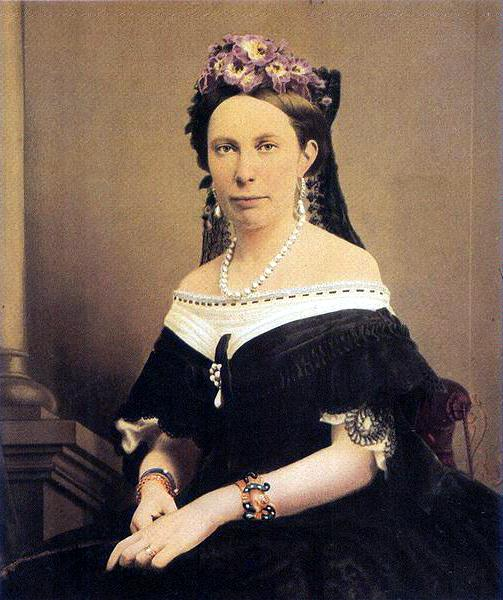
Louise van Oranje-Nassau
overleden in 1871

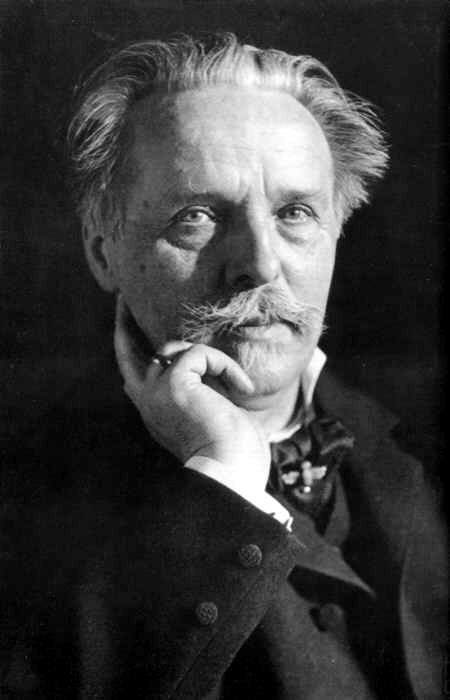
Karl May
overleden in 1912

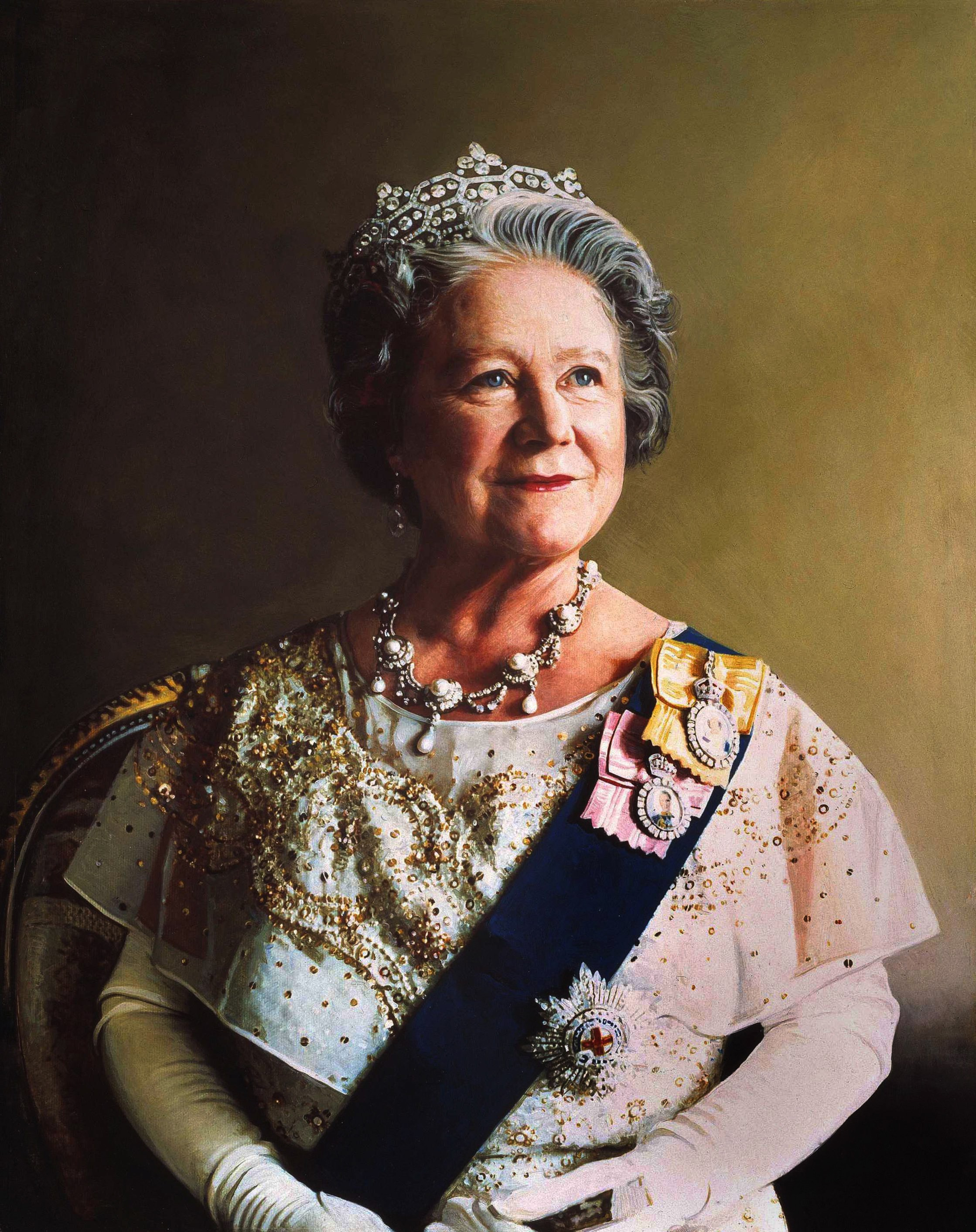
Elizabeth Bowes-Lyon
overleden in 2002

- 1202 - Joachim van Fiore (67), Italiaans mysticus en theoloog
- 1226 - Rudolf van Clermont-Beauvais (66), Frans edele
- 1304 - Wouter II van Egmont, Heer van Egmont
- 1425 - Willem II van Meißen (53), Markgraaf van Meißen
- 1576 - Anna van Palts-Veldenz (35), Regentes van Baden-Durlach
- 1664 - Goeroe Har Krisjan (7), achtste goeroe van het sikhisme
- 1671 - Karel II Otto van Palts-Birkenfeld (45), Duits edele
- 1673 - Daniël van Hogendorp, burgemeester van Rotterdam
- 1691 - Matthijs Balen (79), Nederlands schrijver
- 1707 - Sébastien Le Prestre de Vauban (73), Frans militair
- 1713 - Govert Bidloo (64), Nederlands schrijver en medicus
- 1719 - Adriaan Pars (77), Nederlands predikant en schrijver
- 1764 - Pietro Locatelli (68), Italiaans componist en violist
- 1774 - Henriëtte Caroline van Palts-Zweibrücken (53), Duits gravin
- 1784 - Sjuck van Burmania Rengers (71), Nederlands politicus en edele
- 1787 - Anna Amalia van Pruisen (63), Prinses van Pruisen
- 1796 - Engelbert François van Berckel (69), Nederlands politicus
- 1796 - Augusta Wilhelmina van Hessen-Darmstadt (40), Duits prinses
- 1806 - Georgiana Cavendish (48), hertogin van Devonshire
- 1812 - Gunning Bedford jr. (65), Amerikaans politicus
- 1830 - Lodewijk I van Baden (67), Groothertog van Baden
- 1842 - Élisabeth Vigée-Le Brun (86), Frans schilderes
- 1853 - Abigail Fillmore (55), first lady, echtgenote van Amerikaans president Millard Fillmore
- 1855 - Charlotte van Pruisen (23), Prinses van Pruisen
- 1855 - Maria Dorothea van Württemberg (57), Duits prinses
- 1864 - Louis Alexander Balthasar Ludwig Schindelmeisser (52), Duits componist, dirigent en klarinettist
- 1871 - Louise van Oranje-Nassau (52), Nederlands prinses
- 1873 - Bénédict Morel (63), Frans psychiater
- 1873 - Samuel Juda Oppenheim (85), Nederlands koopman
- 1877 - Hendrik Tonckens (83), Nederlands politicus
- 1879 - Thomas Couture (63), Frans kunstschilder
- 1885 - Maarten van 't Kruijs (72), Nederlands schaker
- 1888 - Edouard Hamman (68), Belgisch kunstschilder
- 1894 - Joseph Quick senior (84), Brits ingenieur
- 1906 - Betsy Perk (73), Nederlands journaliste en schrijfster
- 1912 - Karl May (70), Duits schrijver
- 1914 - Enrique Mendiola (54), Filipijns pedagoog
- 1923 - Jan De Vos (79), Belgisch politicus
- 1925 - Rudolf Steiner (64), grondlegger van de antroposofie
- 1929 - Octave Van Rysselberghe (73), Belgisch architect
- 1935 - Alexandre Braun (87), Belgisch politicus
- 1939 - Cesare Bazzani (66), Italiaans architect
- 1947 - Hendrik van Boeijen (57), Nederlands politicus
- 1947 - Qazi Mohammed, Koerdisch politicus
- 1949 - Friedrich Bergius (64), Duits scheikundige
- 1949 - Harald van Denemarken (72), Deens prins
- 1950 - Léon Blum (77), Frans dichter, filosoof en staatsman
- 1954 - Fritz London (54), Duits-Amerikaans natuurkundige
- 1956 - Edmund Clerihew Bentley (80), Engels schrijver
- 1961 - Philibert Jacques Melotte (81), Brits astronoom
- 1963 - Frida Katz (77), Nederlands politica
- 1965 - Maurilio Fossati (78), Italiaans kardinaal
- 1965 - Philip Showalter Hench (69), Amerikaans medicus
- 1966 - Maxfield Parrish (95), Amerikaans kunstschilder en illustrator
- 1966 - Erwin Piscator (72), Duits toneelregisseur
- 1968 - Bobby Driscoll (31), Amerikaans acteur
- 1969 - Lucien Bianchi (34), Belgisch autocoureur
- 1970 - Heinrich Brüning (84), Duits politicus en hoogleraar
- 1971 - Werner Peters (52), Duits acteur
- 1972 - Raymond De Corte (74), Belgisch wielrenner
- 1973 - Yves Giraud-Cabantous (68), Frans autocoureur
- 1974 - Willem Hendrik van den Bos (77), Nederlands astronoom
- 1974 - Lodewijk Rogier (79), Nederlands historicus
- 1974 - Karel Struijs (81), Nederlands waterpolospeler
- 1977 - Abdel Halim Hafez (47), Egyptisch zanger
- 1979 - Hans Liesche (87), Duits atleet
- 1980 - Cor Gorter (72), Nederlands natuurkundige
- 1980 - Sally Noach (70), Nederlands ondernemer en verzetsstrijder[5]
- 1981 - Douglas Lowe (78), Brits atleet
- 1984 - Fransje Carbasius (98), Nederlands kunstenares
- 1984 - Karl Rahner (80), Duits theoloog
- 1984 - William Frederick Santelmann (81), Amerikaans componist, dirigent en eufoniumspeler
- 1986 - James Cagney (86), Amerikaans acteur
- 1988 - Edgar Faure (79), Frans politicus
- 1988 - Fritz Helmut Landshoff (86), Duits uitgever
- 1989 - Arto Tolsa (43), Fins voetballer
- 1992 - Spirydion Albański (84), Pools voetballer
- 1992 - Manolis Andronikos (72), Grieks archeoloog
- 1992 - Gerhard Gustmann (81), Duits roeier
- 1993 - Andrée Joly (91), Frans kunstschaatsster
- 1995 - Edgar Elder (71), Amerikaans autocoureur
- 1995 - Wim Peters (91), Nederlands atleet
- 1995 - Paul Rothchild (59), Amerikaans producent
- 1998 - Michèle Arnaud (79), Frans zangeres
- 1999 - Albert Coppé (87), Belgisch politicus
- 1999 - Igor Netto (69), Sovjet-voetballer en trainer
- 2000 - Salvador Abascal, Mexicaans politicus
- 2000 - Yosaku Suma (92), Japans componist, muziekpedagoog, dirigent en trombonist.
- 2000 - Marcel van de Ven (69), Nederlands norbertijn
- 2002 - Elizabeth Bowes-Lyon (101), Koningin-Moeder van het Verenigd Koninkrijk
- 2002 - Bjørn Spydevold (83), Noors voetballer en voetbaltrainer
- 2003 - Rolf Glasmeier (68), Duits kunstenaar
- 2003 - Michael Jeter (50), Amerikaans acteur
- 2003 - Valentin Pavlov (65), Russisch politicus
- 2004 - Alistair Cooke (95), Brits radiomaker
- 2004 - Hans Verhagen (67), Nederlands voetballer
- 2004 - Timi Yuro (63), Amerikaans zangeres
- 2005 - Gerard Hoebe (76), Nederlands politicus
- 2007 - Chrisye (57), Indonesisch zanger
- 2007 - Fay Coyle (73), Noord-Iers voetballer
- 2007 - Franco Cosimo Panini (75), Italiaans uitgever
- 2008 - Dith Pran (65), Cambodjaans-Amerikaans fotojournalist en mensenrechtenactivist
- 2009 - Maria Curcio (90), Italiaans pianiste
- 2009 - Eugène Drenthe (83), Surinaams toneelschrijver en dichter
- 2009 - Soelim Jamadajev (35), Tsjetsjeens militair
- 2009 - Samuel Jonker (78), Nederlands ondernemer
- 2009 - Andrea Mead-Lawrence (76), Amerikaans skiester
- 2009 - Johannes Mikkelsen (67), Deens dirigent
- 2009 - Gert Oost (66), Nederlands musicoloog
- 2009 - Jackie Pretorius (74), Zuid-Afrikaans autocoureur
- 2010 - Enrico Abrahams (66), Surinaams politicus en bestuurder
- 2010 - Jaime Escalante (79), Boliviaans-Amerikaans wiskundeleraar
- 2010 - Martin Sandberger (98), Duits nazi
- 2010 - Hub Vinken (83), Nederlands wielrenner
- 2012 - Kees Guijt (58), Nederlands voetballer
- 2012 - Barry Kitchener (64), Brits voetballer
- 2012 - Viktor Kositsjkin (74), Russisch schaatser
- 2012 - Jorge Carpizo Mac Gregor (67), Mexicaans jurist en politicus
- 2013 - Paul Halter (92), Belgisch baron en voorzitter Auschwitz-stichting
- 2013 - Bobby Parks (50), Amerikaans basketballer
- 2013 - Phil Ramone (79), Zuid-Afrikaans muziekproducent
- 2014 - Karl Walter Diess (86), Oostenrijks acteur
- 2014 - Jan de Graaff (70), Nederlands journalist
- 2014 - Kate O'Mara (74), Brits actrice
- 2014 - Püntsog Wangyal (92), Tibetaans-Chinees activist
- 2015 - Ingrid van Houten-Groeneveld (93), Nederlands astronome
- 2016 - Bram Beekman (66), Nederlands organist
- 2018 - Ela Stein-Weissberger (87), Tsjechisch Holocaustoverlevende
- 2018 - Marcel Storme (87), Belgisch politicus en hoogleraar
- 2019 - Hendrik Laridon (84), Belgisch politicus
- 2019 - Tania Mallet (77), Brits model en actrice
- 2020 - Dirk Van Duppen (66), Belgisch arts en politicus
- 2020 - Bill Withers (81), Amerikaans zanger
- 2020 - Joachim Yhomby-Opango (81), staatshoofd van Congo-Brazzaville
- 2021 - Vincent Brümmer (88), Zuid-Afrikaans-Nederlands filosoof en theoloog
- 2021 - Gordon Liddy (90), Amerikaans ambtenaar, radiopresentator en acteur
- 2022 - Egon Franke (86), Pools schermer
- 2022 - Leo Jansen (61), Nederlands voetballer
- 2022 - Tom Parker (33), Brits zanger
- 2022 - Willy Vanden Berghen (82), Belgisch wielrenner
- 2023 - Johan Leysen (73), Belgisch acteur
- 2023 - Ray Shulman (73), Brits muzikant
- 2024 - Casey Benjamin (45), Amerikaans jazzsaxofonist, -toetsenist, producent en songwriter
- 2024 - Fred Gamble (92), Amerikaans autocoureur
- 2024 - Rob Kaman (63), Nederlands kickbokser
- 2025 - Sales Kleeb (95), Zwitserse componist, muziekpedagoog, dirigent en trompettist

## Viering/herdenking
- World Bipolar Day
- Pasen in 1603, 1614, 1625, 1687, 1698, 1755, 1766, 1777, 1823, 1834, 1902, 1975, 1986, 1997.
- Rooms-katholieke kalender:
  - Heilige Quirinus van Neuss († c. 130)
  - Heilige Johan(nes) Climacus († tussen 605 en 649)
  - Heilige Leonard Murialdo († 1900)
  - Zalige Ludovicus van Casorio († 1885)
  - Zalige Dodo van Haske († 1231)
  - Zalige Amedee IX van Savoie († 1472)

## Weerextremen

### Nederland
| | Officiële records | Officiële records | Officiële records |      | Landelijke records | Landelijke records | Landelijke records |
| Gebeurtenis | Jaar              | Extreem           | Locatie           | Jaar | Extreem            | Locatie            | |
| --- | ----------------- | ----------------- | ----------------- | ---- | ------------------ | ------------------ | --- |
| Laagste etmaalgemiddelde temperatuur (°C) | 1952              | −0,4              | De Bilt           |      | 1952               | −1,5               | Eelde |
| Hoogste etmaalgemiddelde temperatuur (°C) | 2017              | 15,7              | De Bilt           |      | 2017               | 16,7               | Hoek van Holland |
| Laagste minimumtemperatuur (°C) | 1922              | −6,0              | De Bilt           |      | 2013               | −6,8               | Lelystad |
| Hoogste minimumtemperatuur (°C) | 1998              | 12,6              | De Bilt           |      | 1998               | 12,6               | De Bilt |
| Laagste maximumtemperatuur (°C) | 1952              | 0,4               | De Bilt           |      | 1952               | −0,3               | De Kooy |
| Hoogste maximumtemperatuur (°C) | 2017              | 21,8              | De Bilt           |      | 2021               | 23,9               | Woensdrecht |
| Hoogste uurgemiddelde windsnelheid (m/s) | 1953              | 15,9              | De Bilt           |      | 1953               | 25,7               | Soesterberg |
| Hoogste windstoot (m/s) | 1953              | 28,8              | De Bilt           |      | 1953               | 28,8               | De Bilt |
| Langste zonneschijnduur (uur) | 1977              | 12,0              | De Bilt           |      | 1977 1993 2021     | 12,0               | De Bilt, Schiphol Hupsel, Nieuw Beerta Arcen, Hoek van Holland, Rotterdam, Vlissingen, Voorschoten, Westdorpe, Wilhelminadorp |
| Langste neerslagduur (uur) | 1966              | 16,8              | De Bilt           |      | 1966               | 16,8               | De Bilt |
| Hoogste etmaalsom van de neerslag (mm) | 1961              | 14,6              | De Bilt           |      | 2006               | 20,2               | Maastricht |
| Laagste etmaalgemiddelde relatieve vochtigheid (%) | 1993              | 49                | De Bilt           |      | 2021               | 44                 | Maastricht |
| Laagste uurwaarde luchtdruk op zeeniveau (hPa) | 1962              | 982,6             | De Bilt           |      | 1962               | 981,2              | Twenthe |
| Hoogste uurwaarde luchtdruk op zeeniveau (hPa) | 1990              | 1036,8            | De Bilt           |      | 1990               | 1037,5             | Valkenburg ZH |
| Officiële records worden altijd gemeten op het KNMI-weerstation in De Bilt. Landelijke records kunnen worden gemeten op elk officieel KNMI-weerstation in Nederland. |                   |                   |                   |      |                    |                    | |

Uitzonderlijke gebeurtenissen
- 1911 - Eerste officiële warme dag van het jaar (maximumtemperatuur ≥ 20 °C in De Bilt)
- 1953 - Officieel maandrecord hoogste windstoot in m/s van maart gemeten in De Bilt: 28,8
- 1977 - Officieel maandrecord langste zonneschijnduur in uren van maart gemeten in De Bilt: 12,0. Samen met 31 maart 1997 en 31 maart 2020
- 1994 - Eerste officiële zachte dag van het jaar (maximumtemperatuur ≥ 15 °C in De Bilt)
- 1998 - Officieel maandrecord hoogste minimumtemperatuur in °C van maart gemeten in De Bilt: 12,6
- 2017 - Eerste officiële warme dag van het jaar (maximumtemperatuur ≥ 20 °C in De Bilt)
- 2017 - Officieel maandrecord hoogste etmaalgemiddelde temperatuur in °C van maart gemeten in De Bilt: 15,7
- 2021 - Eerste officiële warme dag van het jaar (maximumtemperatuur ≥ 20 °C in De Bilt)
- 2023 - Officieel hoogste etmaalgemiddelde temperatuur in °C van maart dit jaar gemeten in De Bilt: 12,9
- 2023 - Landelijk hoogste minimumtemperatuur in °C van maart dit jaar gemeten in Woensdrecht: 11,4

### België
Dagrecords
- 1977 - Laagste etmaalgemiddelde temperatuur 0,9 °C
- 1998 - Hoogste etmaalgemiddelde temperatuur 16,4 °C
- 1915 - Laagste minimumtemperatuur −4,6 °C
- 2021 - Hoogste maximumtemperatuur 23,5 °C
- 1962 - Hoogste etmaalsom van de neerslag 16,6 mm

<< · 1 · 2 · 3 · 4 · 5 · 6 · 7 · 8 · 9 · 10 · 11 · 12 · 13 · 14 · 15 · 16 · 17 · 18 · 19 · 20 · 21 · 22 · 23 · 24 · 25 · 26 · 27 · 28 · 29 · 30 · 31 · >>